# میتسوبیشی کینسی
میتسوبیشی کینسای (به انگلیسی: Mitsubishi Kinsei) یک موتور هواگرد ساختِ کارخانهٔ صنایع سنگین میتسوبیشی در کشور ژاپن است.